# Ctenus argentipes
Ctenus argentipes este o specie de păianjeni din genul Ctenus, familia Ctenidae, descrisă de Hasselt, 1893. Conform Catalogue of Life specia Ctenus argentipes nu are subspecii cunoscute.